# Mladi oder
Mladi oder je priznanje, ki ga od leta 1975 podeljujeta Slovenska prosveta v Trstu in Zveza slovenske katoliške prosvete v Gorici in je namenjeno amaterskim skupinam oziroma igralcem, režiserjem in ljubiteljem odrske umetnosti ter slovenske besede za uspehe, dosežene v preteklem letu. 